# Мулат (Флорида)
Мулат (англ. Mulat) — переписна місцевість (CDP) в США, в окрузі Санта-Роза штату Флорида. Населення — 322 особи (2020).

## Географія
Мулат розташований за координатами 30°33′34″ пн. ш. 87°7′51″ зх. д. / 30.55944° пн. ш. 87.13083° зх. д. (30.559483, -87.130712).  За даними Бюро перепису населення США в 2010 році переписна місцевість мала площу 4,34 км², з яких 4,08 км² — суходіл та 0,26 км² — водойми.

## Демографія
Згідно з переписом 2010 року, у переписній місцевості мешкало 259 осіб у 105 домогосподарствах у складі 78 родин. Густота населення становила 60 осіб/км².  Було 121 помешкання (28/км²).
Расовий склад населення:
| - 93,1 % — білих - 1,5 % — азіатів - 0,8 % — корінних американців - 0,4 % — чорних або афроамериканців - 1,2 % — осіб інших рас |

До двох чи більше рас належало 3,1 %. Частка іспаномовних становила 4,6 % від усіх жителів.
За віковим діапазоном населення розподілялося таким чином: 22,4 % — особи молодші 18 років, 64,1 % — особи у віці 18—64 років, 13,5 % — особи у віці 65 років та старші. Медіана віку мешканця становила 44,1 року. На 100 осіб жіночої статі у переписній місцевості припадало 89,1 чоловіків;  на 100 жінок у віці від 18 років та старших — 95,1 чоловіків також старших 18 років.
За межею бідності перебувало 28,4 % осіб, у тому числі 47,5 % дітей у віці до 18 років та 0,0 % осіб у віці 65 років та старших.
Цивільне працевлаштоване населення становило 167 осіб. Основні галузі зайнятості: роздрібна торгівля — 25,7 %, освіта, охорона здоров'я та соціальна допомога — 24,6 %, мистецтво, розваги та відпочинок — 17,4 %.